# Taşpınar, Mustafakemalpaşa
Taşpınar là một xã thuộc huyện Mustafakemalpaşa, tỉnh Bursa, Thổ Nhĩ Kỳ. Dân số thời điểm năm 2011 là 1.517 người.